# Gle Rambong (kulle i Indonesien, lat 5,19, long 96,06)
Gle Rambong är en kulle i Indonesien.   Den ligger i provinsen Aceh, i den västra delen av landet, 1 700 km nordväst om huvudstaden Jakarta. Toppen på Gle Rambong är 170 meter över havet.
Terrängen runt Gle Rambong är varierad, och sluttar norrut.  Trakten runt Gle Rambong är nära nog obefolkad, med mindre än två invånare per kvadratkilometer. I omgivningarna runt Gle Rambong växer i huvudsak städsegrön lövskog.